# Experiment a cegues
Un experiment a cegues és un experiment científic on algunes de les persones implicades s'evita que coneguin determinada informació que podria portar a fer un biaix estadístic, conscient o inconscient, per part seva invalidant-ne el resultat.
Els experiments a cegues són una eina important del mètode científic en molts camps de la recerca científica, des de la medicina la medicina forense, la psicologia, etc i en les ciències bàsiques com física i biologia. D'altra banda es fa servir en les anàlisis mercantils.
Per exemple quan es pregunta als consumidors perquè comparin els diferents gustos de diferents marques d'un producte, se n'han d'amagar les identitats, ja que en altre cas els consumidors generalment tendeixen a preferir la marca coneguda per ells i amb la que estan familiaritzats.
De forma semblant en les avaluacions clíniques de les medicines, els pacients i el metge que administra la medicina no han de saber la dosi aplicada per evitar l'efecte placebo, el biaix de l'observador, o l'engany conscient. L'oposat a l'experiment a cegues és l'assaig obert (en anglès open-label trial), un mètode diferent a l'estudi d'extensió obert.

## Història
Claude Bernard va recomanar que cada experiment es dividís entre la part teòrica i la pràctica entre persones diferents i amb un observador preferiblement sense instrucció que registri els resultats. Això contrastava amb la tendència de la Il·lustració que requeria que els experiments es portessin a terme i es validessin per especialistes acadèmics.

## Assaig cec simple
Els assaigs de cec simple o cegament simple són experiments on s'oculta la informació que pot crear biaix a les persones que són subjectes d'estudi, però l'experimentador està en completa possessió dels fets.
És un tipus de cegament simple, per exemple, en triar entre una o altra marca de refresc, quina té millors qualitats, on l'experimentador que presenta els vasos de la beguda sap quin és de cada marca, però el que la beu no. El problema és que hi pot haver una interferència, intencional o no, per part de l'experimentador.

## Doble cec
En el doble cec s'intenta eliminar també el possible biaix subjectiu de l'experimentador. En aquests casos ni els subjectes d'estudi ni l'experimentador saben a quin grup pertanyen els subjectes (normalment, control i amb factor d'estudi). Només quan s'han recollit les dades (i en alguns casos quan s'hagin analitzat, ja que també es pot introduir biaix subjectiu en aquesta part del procediment) se sap quin és quin.
Cal tenir present el fet que, dins de l'àmbit de les ciències de la salut, en certs assajos els resultats estadístics d'aquestes proves no sempre es corresponen amb la seva importància clínica.
Els experiments controlats per ordinador no es consideren de doble cec.